# سیارک ۲۰۶۱
سیارک ۲۰۶۱ (به انگلیسی: 2061 Anza، نامگذاری:1960UA) دو هزار و شصت و یکمین سیارک کشف شده‌است که در ۲۲ اکتبر ۱۹۶۰ کشف شد.
قدر مطلق سیارک برابر ۱۶٫۵۶ است.